# Levantamiento de Fettmilch

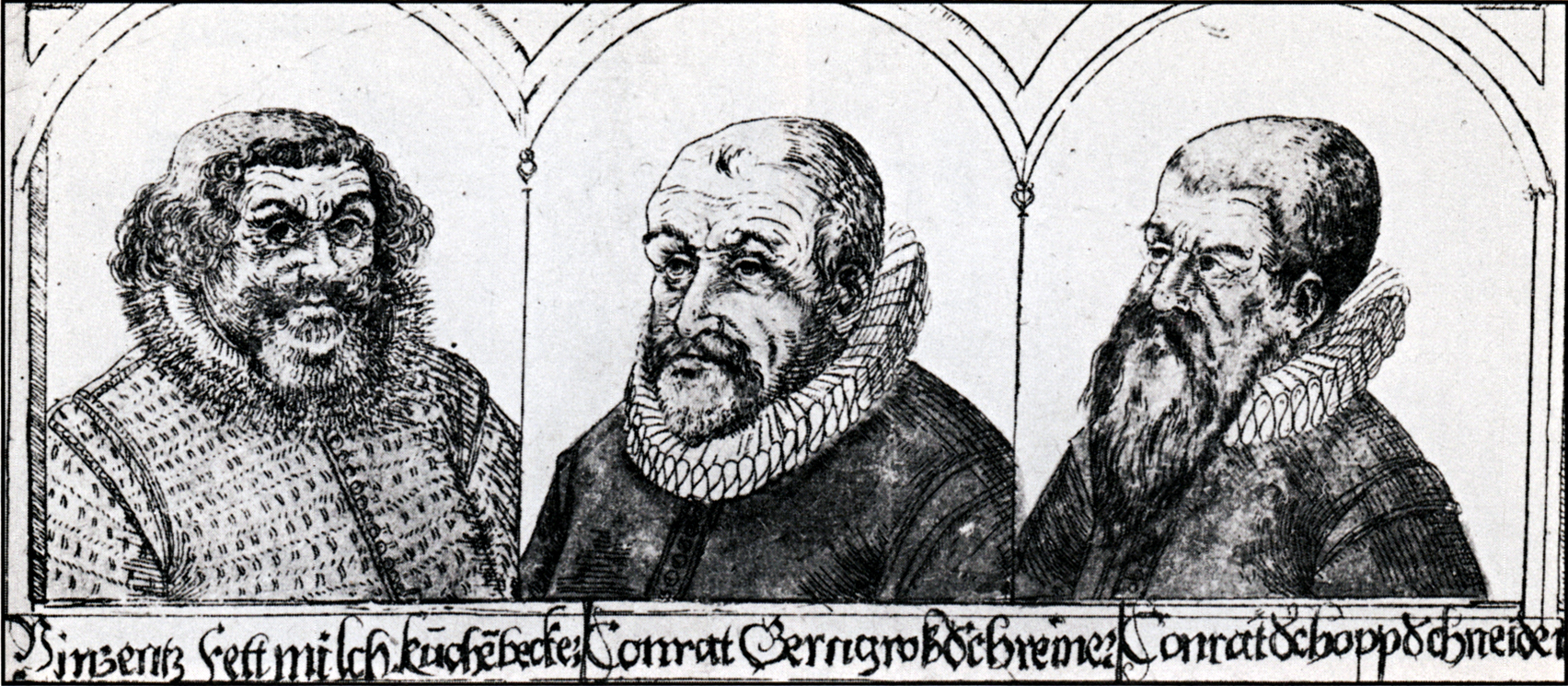
Vinzenz Fettmilch, Conrad Gerngross y Conrad Schopp, los líderes del pogromo, grabado, 1614

El levantamiento de Fettmilch (en alemán: Fettmilch-Aufstand ) de 1614 fue una revuelta antisemita en la ciudad imperial libre de Fráncfort del Meno, encabezada por el panadero Vincenz Fettmilch. Inicialmente fue una  rebelión de las guildas contra la mala gestión del ayuntamiento dominado por los patricios, que culminó con el saqueo de la Frankfurter Judengasse (calle principal del barrio judío) y la expulsión de toda la población judía de Fráncfort, el peor brote de antisemitismo en Alemania entre el siglo XIV y los años 1930.  El levantamiento duró desde mayo hasta que fue finalmente derrotado en noviembre mediante la intervención del emperador del Sacro Imperio Romano Germánico, el landgrave de Hesse-Kassel y el arzobispo de Maguncia.

## Antecedentes
El levantamiento tuvo su origen en la consolidación del régimen patricio en Fráncfort a finales del siglo XVI, junto con el descontento de los ciudadanos por la mala gestión de la ciudad por parte del ayuntamiento y la limitada influencia de los guildas en la política cívica. Estas quejas políticas de las guildas estuvieron entrelazadas desde el principio con un sentimiento antisemita.

### Comienzo

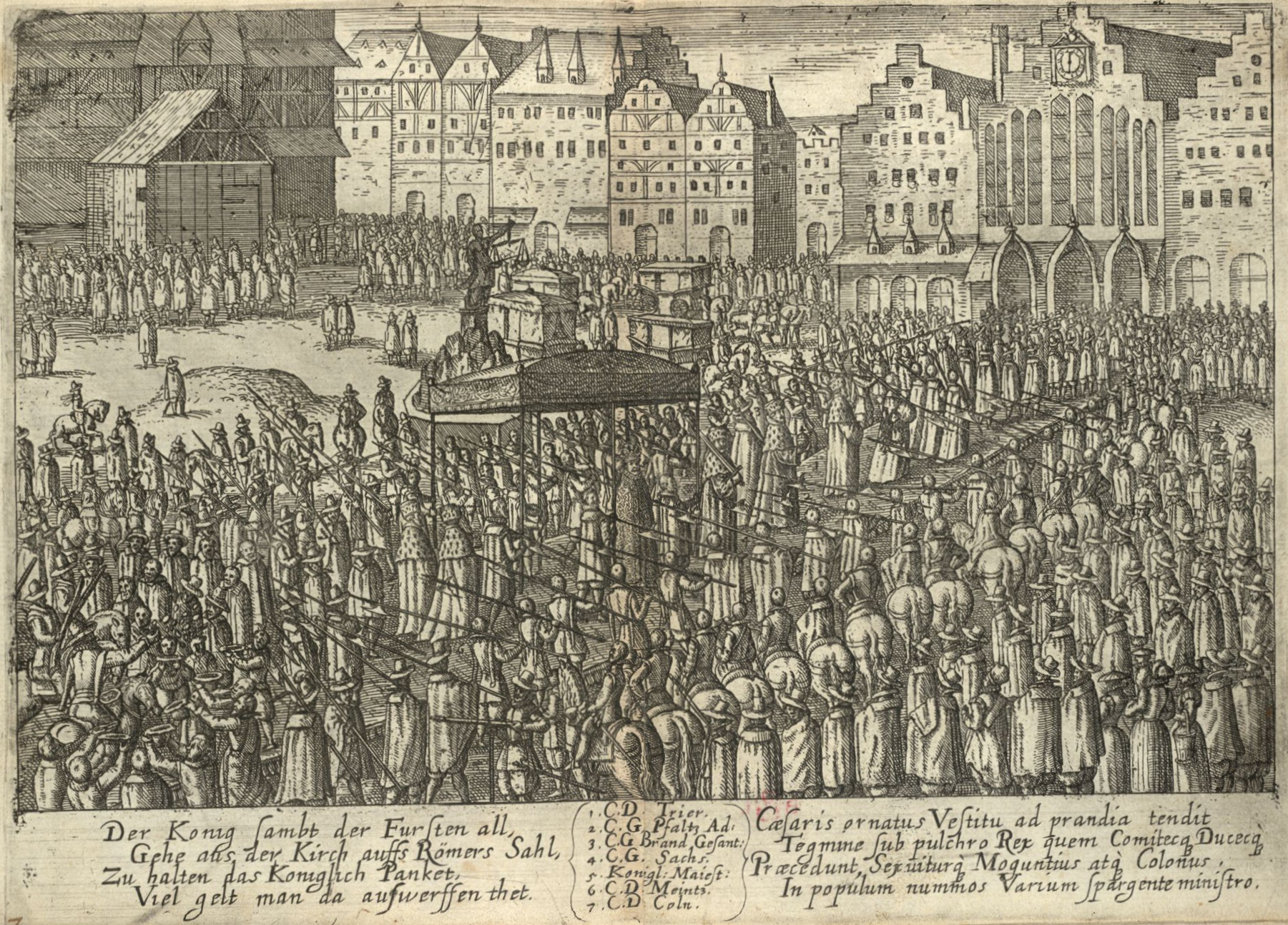
Desfile de coronación frente al Römer de Fráncfort del emperador Matías, el 13 de junio de 1612.

Los disturbios comenzaron el 9 de junio de 1612, cuando los ciudadanos y los jefes de las guildas exigieron que el ayuntamiento leyera públicamente los privilegios del ayuntamiento (en alemán: Rat) antes de la elección del nuevo emperador, Matías de Habsburgo, como era habitual en épocas anteriores. Esto había ocurrido por última vez 36 años antes, con ocasión de la elección del predecesor de Matías, Rodolfo II. El ayuntamiento negó la demanda de los ciudadanos, lo que generó rumores de que aquel planeaba ocultarles información sobre las exenciones de impuestos que otorgaría el nuevo emperador. Fuera de ello, los ciudadanos querían tener más voz en el gobierno cívico. El consejo municipal de 42 miembros estaba dominado por los 24 miembros de familias patricias". Esta era la parte del patriciado de Fráncfort que tenía un estilo de vida noble y vivía de las rentas del suelo en lugar del comercio. La sociedad Alten Limpurg se oponía a otra sociedad patricia llamada Zum Frauenstein, que albergaba a los mayoristas de la ciudad, y compartía los 18 escaños restantes con representantes de los guildas de artesanos. Esta disposición de los asientos estaba fijada. Además, no había elecciones generales, la votación sólo se llevaba a cabo cuando un concejal en particular dimitía o moría, para seleccionar a su sucesor.
Los maestros de las guildas también estaban presionando para el establecimiento de un mercado público de maíz en Fráncfort , con el fin de lograr precios más bajos de los cereales y una disminución en la tasa de interés cobrada por los judíos de Fráncfort del 12% al 8%. Los calvinistas exigían una posición cívica igual a la de los luteranos y más tarde apoyarían el levantamiento en mayor número que ellos. Además de estas demandas concretas pero muy diversas, había un descontento general que se había ido gestando durante décadas por la percepción de egoísmo del consejo, que había comenzado a referirse a los ciudadanos como "súbditos" en sus pronunciamientos públicos.
El aspecto antisemita del levantamiento se debió en parte a los comerciantes, artesanos y otras personas que estaban endeudadas con los prestamistas del barrio judío de Fráncfort, la Judengasse. Esperaban deshacerse de sus deudas deshaciéndose de sus acreedores.

### El contrato ciudadano

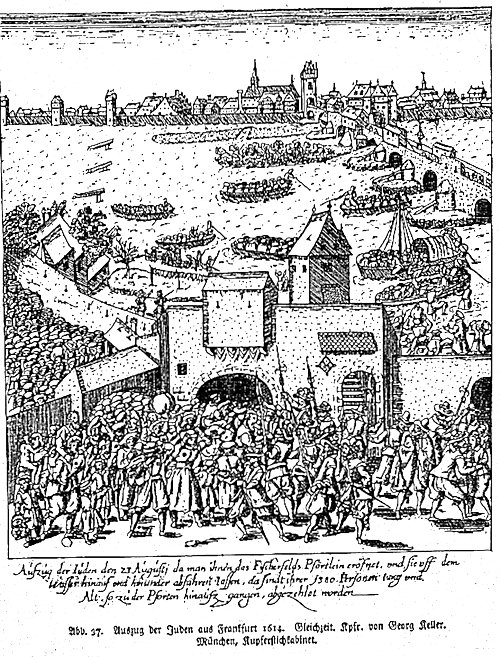
Expulsión de los judíos de Fráncfort el 23 de agosto de 1614.

En el conflicto sobre la lectura de los privilegios, el portavoz de los maestros de las guildas fue el comerciante y panadero de jengibre Vinzenz Fettmilch, ciudadano de la ciudad desde 1593. Después de ser rechazados por el consejo, se dirigieron primero a los príncipes electores y sus representantes, que estaban presentes en Fráncfort para celebrar la elección del emperador, y finalmente al propio nuevo emperador, cuando llegó a Fráncfort para la coronación. Al principio, los electores y el emperador se negaron a involucrarse en los asuntos internos de Fráncfort. Pero cuando los guildas formaron un comité para negociar con el consejo, Matías estableció una comisión para arbitrar la disputa.
Los patricios de Fráncfort vieron esta comisión, encabezada por los señores vecinos, el arzobispo elector de Maguncia y el landgrave de Hesse-Kassel, como una amenaza a su estatus. Además, temían que el desorden tuviera un impacto negativo en la feria de Fráncfort. Núremberg y otras ciudades comerciales ya habían preguntado formalmente al gobierno de Fráncfort si podía garantizar la seguridad de los comerciantes foráneos. Por lo tanto, el 21 de diciembre de 1612, el consejo concluyó voluntariamente un acuerdo, el "contrato de ciudadanos" (en alemán: Bürgervertrag). Esta nueva constitución cívica, que permaneció en vigor hasta 1806, amplió el número de miembros del consejo en 18 escaños y estableció un comité de nueve personas que representaban a las guildas, que tenía derecho a auditar las cuentas financieras de la ciudad.  En 1614, el consejo recién ampliado eligió a Nicolaus Weitz como nuevo Stadtschultheiß (similar a un alcalde).

### Nueva crisis
A principios del siglo XVII, Fráncfort estaba extremadamente endeudada, con más de 1 millón de florines. Las razones de esto fueron, entre otras cosas, la mala gestión y las malas inversiones del ayuntamiento, pero también los costes derivados de la Guerra de Esmalcalda. Para mejorar su situación financiera, la ciudad había aumentado significativamente la carga fiscal.Cuando se llevó a cabo el nuevo proceso de auditoría en 1613, se descubrió la dimensión de la deuda, y que el ayuntamiento había gastado, entre otras cosas, el fondo que debería haber utilizado para ayudar a los pobres y enfermos. Los recaudadores de impuestos habían malversado el dinero de las multas para su propio uso. Además, se supo que el patricio Johann Friedrich Faust von Aschaffenburg  había intentado que el emperador bloqueara la aprobación del contrato de los ciudadanos.
Otro conflicto tuvo que ver con la Judenstättigkei, la ordenanza que regulaba la vida de los judíos de Fráncfort. El dinero de protección que los judíos debían pagar según esta ordenanza no había ido al tesoro cívico. En cambio, los miembros del consejo lo habían repartido entre ellos. Para evitar que este acto ilegal se hiciera público, el ayuntamiento hizo confiscar todas las copias impresas de la Judenstättigkeit. Al mismo tiempo, se difundieron rumores de que los judíos habían hecho causa común con los patricios. Fettmilch finalmente publicó el edicto que el emperador Carlos IV había concedido a los judíos de Fráncfort en 1349. Este contenía la fatídica sentencia, que afirmaba que el emperador no responsabilizaría a la ciudad si los judíos "partieran hacia la muerte, perecieran o fueran asesinados". Muchos tomaron esto como un permiso para emprender un pogromo. 

## El levantamiento
El 6 de mayo de 1613, después de que se hiciera pública la enorme deuda de Fráncfort (9,5 toneladas de florines de oro), una multitud irrumpió en el Römer (el edificio del ayuntamiento de Fráncfort) y los obligó a entregar las llaves del tesoro de la ciudad al comité de nueve miembros de los guildas. En los meses siguientes, el consejo sólo pudo gastar el dinero que le concedió el comité. Argumentando que ambas partes habían violado el contrato ciudadano recientemente acordado, el emperador intervino, presionando para llegar a un compromiso. El 15 de enero de 1614 ambas partes firmaron un nuevo contrato.

### Deposición del consejo y amenaza de prohibición imperial
Como el consejo no pudo aportar ninguna prueba sobre el paradero de las 9,5 toneladas de oro desaparecidas, el ala radical de los guildas liderada por Vincenz Fettmilch ganó terreno. El 5 de mayo de 1614 hizo ocupar las puertas de la ciudad por sus partidarios, declaró disuelto el antiguo consejo y encarceló a sus miembros en Römer. El alcalde mayor Johann Hartmann Beyer, uno de los 18 nuevos concejales creados por el contrato ciudadano, negoció con los manifestantes y el 19 de mayo firmó un acuerdo con Fettmilch que preveía la dimisión del concejo. Sin embargo, dos meses después, el 26 de julio, un heraldo imperial apareció en la ciudad exigiendo la restauración del concejo. Cuando esto no había sucedido el 22 de agosto, el emperador amenazó con someter a la prohibición imperial a todos los habitantes de Fráncfort que no estuvieran dispuestos a jurar bajo juramento someterse a sus órdenes.

### Saqueo de la Judengasse

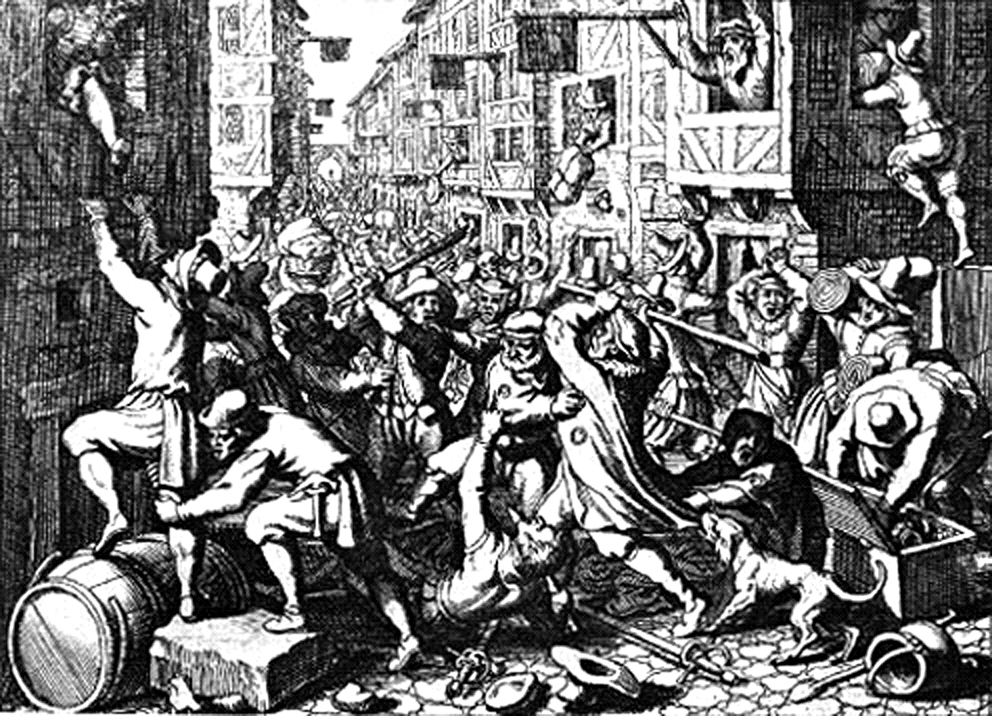
El saqueo de la Frankfurter Judengasse durante el pogromo de Fettmilch; grabado de Matthäus Merian, 1628.

Los manifestantes, que habían asumido desde el principio que el emperador los apoyaría, reaccionaron con furia, dirigida contra los más débiles de sus supuestos enemigos. El 22 de agosto, una multitud de oficiales irrumpió en la ciudad gritando "¡danos trabajo y pan!". Alrededor del mediodía, los oficiales, ahora borrachos, irrumpieron en la Judengasse de Fráncfort, el gueto amurallado en el lado este de la ciudad, al que se accedía a través de tres puertas.
En los combates que siguieron, uno de los oficiales y dos defensores judíos perdieron la vida. Los judíos finalmente huyeron al cementerio adyacente de la Battonnstrasse o a la parte cristiana de la ciudad, donde muchos de ellos fueron escondidos por ciudadanos amistosos. Mientras tanto, la multitud saqueó la Judengasse, hasta que finalmente fue expulsada por la milicia ciudadana de Fráncfort alrededor de medianoche. Los daños causados por este saqueo ascendieron a unos 170.000 florines.
El propio Fettmilch no parece haber participado en los disturbios. Posteriormente, en el juicio, afirmó que había ocurrido en contra de su voluntad. Es posible que haya perdido brevemente el control de sus seguidores. Sin embargo, no existe ninguna evidencia convincente que respalde los intentos de Fettmilch de desenredarse de estos disturbios. Por el contrario, al día siguiente anunció en nombre de la ciudadanía a los judíos reunidos en el cementerio que su protección había terminado. Luego, el ayuntamiento ordenó que los judíos fueran expulsados de la ciudad. La mayoría de ellos buscaron refugio en las ciudades vecinas de Höchst y Hanau.

## El fin de Fettmilch

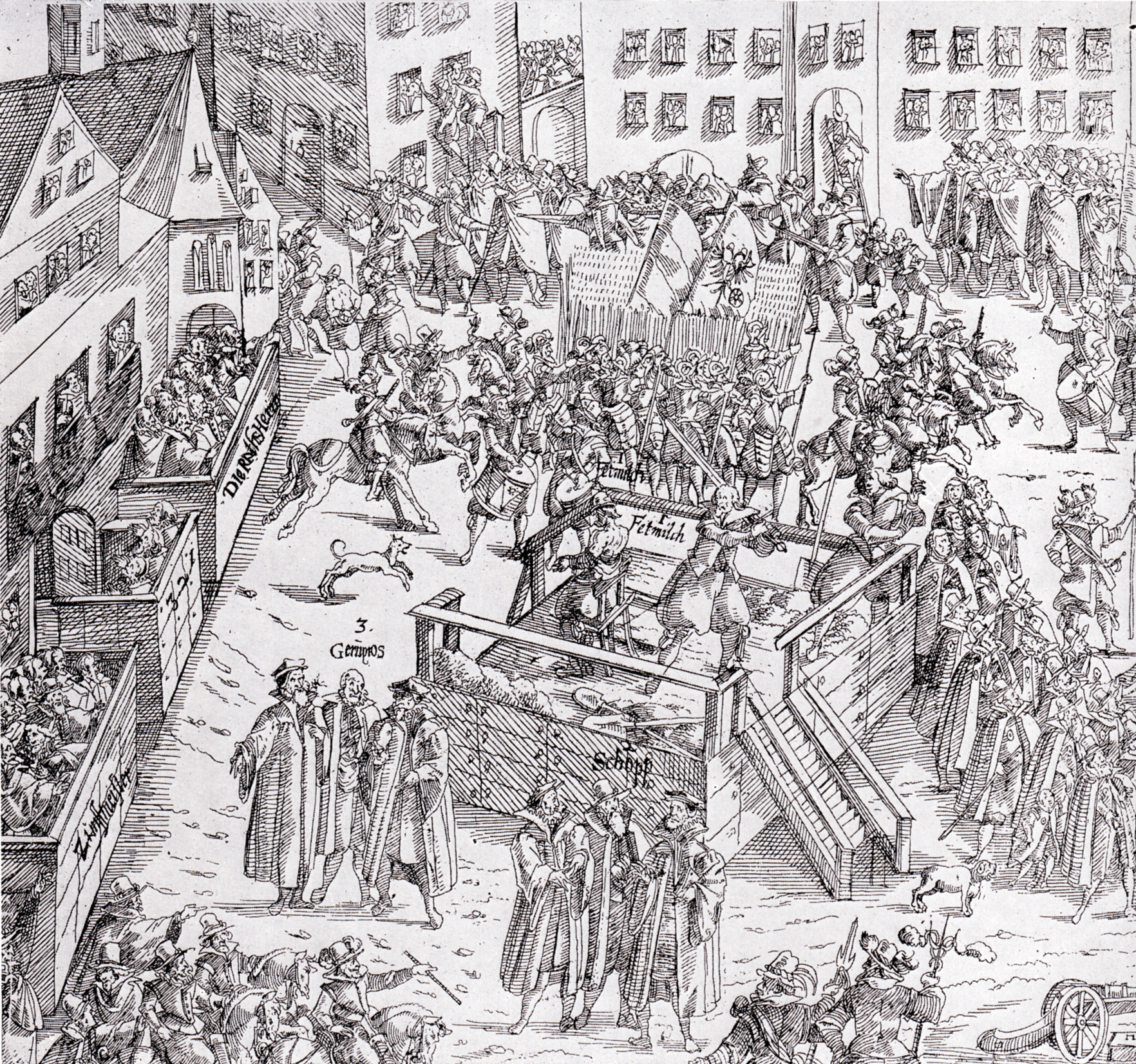
La ejecución de Fettmilch en Rossmarkt, el 28 de febrero de 1616.

Estos actos antisemitas y el conflicto entrelazado con el emperador hicieron que el prestigio de Fettmilch cayera rápidamente. Cada vez más seguidores lo abandonaron. El 28 de octubre de 1614, un heraldo imperial anunció en el Römer que se había impuesto la prohibición imperial a Fettmilch y a los sastres Konrad Gerngross y Konrad Schopp, como cabecillas de la rebelión. El 27 de noviembre el juez Johann Martin Baur von Eysseneck ordenó el arresto de Fettmilch.Posteriormente, otros cuatro habitantes de Fráncfort fueron proscriptos, incluido el tintorero de seda Georg Ebel de Sachsenhausen.
En un largo juicio, que se extendió durante casi todo el año 1615, Fettmilch y treinta y ocho de sus asociados no fueron procesados directamente por los disturbios contra los judíos, sino por lesa majestad, ya que habían ignorado las órdenes del emperador. Al menos siete de ellos fueron condenados a muerte, que se ejecutó el 28 de febrero de 1616 en el Rossmarkt.  Antes de la decapitación, les cortaron dos dedos de la Schwurhand. Fettmilch también fue descuartizado después de su ejecución. Las cabezas de Fettmilch, Gerngross, Schopp y Ebel fueron expuestas en picas en las torres del Alte Brücke, donde permanecieron al menos hasta la época de Goethe, quien las menciona en su autobiografía Poesía y verdad:

Entre los restos antiguos, lo que me llamó la atención desde la infancia fue el cráneo de un delincuente público montado en la torre del puente, tres o cuatro de los cuales, como mostraban las púas de hierro vacías, habían sobrevivido desde 1616 a todos los rigores del tiempo y el clima. Cada vez que regresabas de Sachsenhausen a Frankfurt, veías la torre frente a ti y la calavera te llamaba la atención.
Johann Wolfgang Goethe

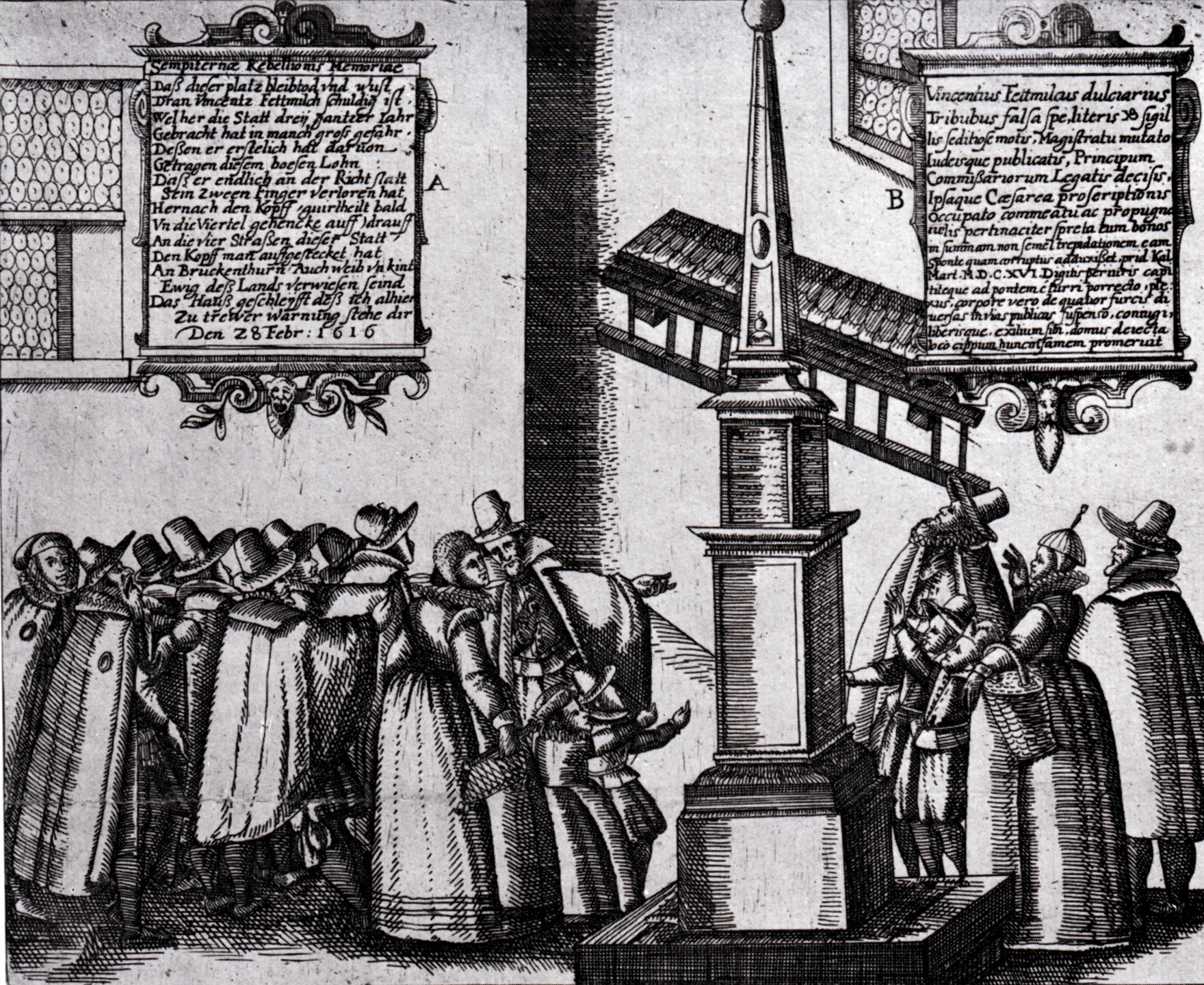
El pilar de la vergüenza erigido en el lugar de la casa de Fettmilch en la Töngesgasse.

La casa de Fettmilch en la Töngesgasse fue destruida y se erigió un "pilar de la vergüenza" (Schandsäule)  en el lugar, donde se enumeraban sus crímenes en alemán y latín.
Tras las ejecuciones, que incluyeron una extensa lectura de veredictos y duraron varias horas, se proclamó un mandato imperial, que ordenaba la restitución de los judíos expulsados en agosto de 1614, con sus antiguos derechos y privilegios. Ese mismo día, más tarde, los judíos que se encontraban en Höchst y Hanau desde la expulsión regresaron en una procesión festiva a la Judengasse. En la puerta de la Judengasse se colocó un águila imperial con la inscripción "Majestad imperial romana y protección del Sacro Imperio" (Römisch kaiserlicher Majestät und des heiligen Reiches Schutz).

## Secuelas

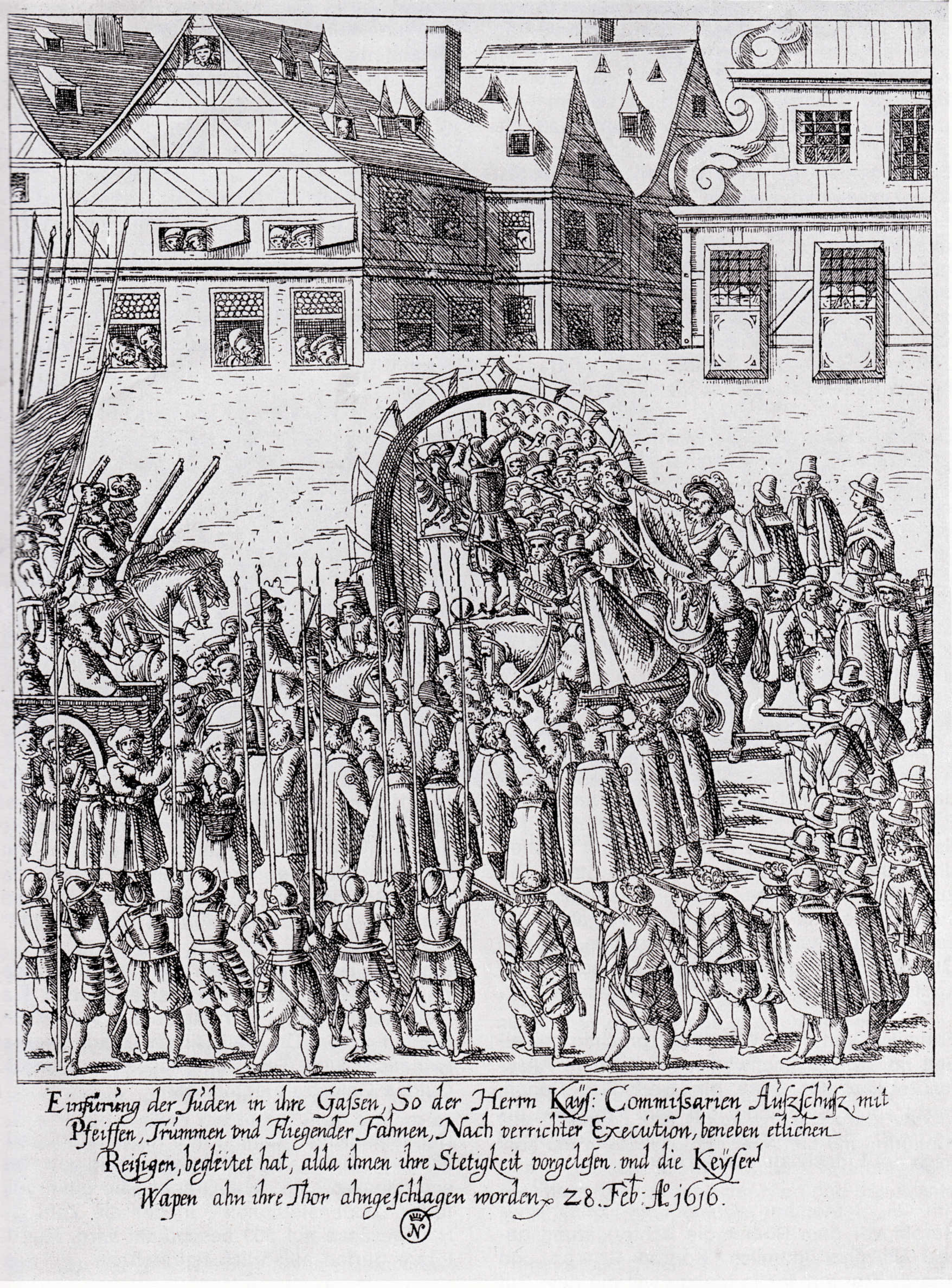
El regreso de los judíos a Fráncfort, 1616

Con el apoyo imperial, el antiguo consejo controlado por la sociedad Alten Limpurg impulsó en gran medida sus objetivos. El número de concejales de la sociedad se limitó a catorce, pero todas las quejas de la ciudadanía contra el antiguo consejo fueron desestimadas. La relación de poder en el consejo se inclinó ligeramente a favor de los comerciantes de la sociedad Zum Frauenstein.
Si bien el elemento comercial en el gobierno cívico se fortaleció ligeramente, la influencia de los artesanos se redujo aún más. Los guildas tuvieron que pagar una multa de 100.000 florines al emperador y fueron disueltos. La supervisión de los oficios recayó en adelante en el propio consejo. Nueve ciudadanos de Fráncfort que participaron en los disturbios fueron exiliados permanentemente de la ciudad, otros 23 fueron exiliados por un período de tiempo limitado. Más de 2.000 ciudadanos tuvieron que pagar multas.
Se suponía que los judíos serían compensados por todos los daños a la propiedad del tesoro de la ciudad, pero en realidad nunca recibieron el dinero. Aunque fueron víctimas del levantamiento, se mantuvieron en gran medida las antiguas restricciones a sus derechos. La nueva Judenstättigkeit para Fráncfort, emitida por los comisionados imperiales de Hesse y Mainz, especificaba que el número de familias judías en Fráncfort debería limitarse a quinientas. Sólo doce parejas judías podían casarse cada año, mientras que los cristianos sólo tenían que demostrar ante la administración cívica que tenían bienes suficientes para obtener una licencia de matrimonio. Los derechos económicos de los judíos eran ampliamente equivalentes a los de los residentes cristianos no ciudadanos, ya que no podían operar tiendas, participar en el comercio a pequeña escala, establecer asociaciones comerciales con ciudadanos ni poseer tierras. Todas estas limitaciones tenían raíces profundas en la Edad Media. Una nueva característica de la nueva Judenstättigkeit fue que ahora a los judíos se les permitía explícitamente dedicarse a la venta al por mayor, aunque a veces se les exigía que tuvieran garantías, como con el grano, el vino, las especias y el comercio a larga distancia de telas, seda y otros textiles. Es posible que el emperador ampliara de esta manera el poder económico de los judíos para que pudieran actuar como contrapeso a las familias de comerciantes cristianos, que la abolición de los guildas había dejado a cargo de Fráncfort. El gueto de Judengasse perduró hasta la época napoleónica.
El aniversario del regreso triunfal de los judíos a Fráncfort era conmemorado anualmente por la comunidad judía en la fiesta de Purim Vinz el 20 de Adar en el calendario judío. El nombre del festival deriva del nombre de pila de Fettmilch, Vinzenz. Elchanan Bar Abraham publicó una canción de celebración, Megillat Vintz o Vinz-Hans-Lief en 1648 que continuó cantándose en el festival Purim Vinz hasta el siglo XX. Tiene cuatro versos, cuya letra existe en versiones hebrea, yiddish y alemana. La melodía es la de la canción de marcha alemana Die Schlacht von Pavia. La canción es una fuente importante de los acontecimientos del levantamiento.